# بالین‌دخت
بالین‌دخت یا بالین‌دختک (به گرجی: ბალენდუხტი، درگذشته ۴۵۵ میلادی) شاهدخت ساسانی و شهبانوی واختانگ یکم، پادشاه ایبری بود. او دختر شاهنشاه ساسانی، هرمز سوم بود.

## نام
ریشه نام بالین‌دخت نامشخص است. به نظر می‌رسد که این نام همان «شاهین‌دخت» است که تغییریافته و به این شکل درآمده است.

## زندگی
بالین‌دخت در دوران جوانی با واختانگ یکم ازدواج کرد. حاصل این ازدواج یک پسر به نام داچی و خواهر دوقلویش بود. داچی پس از پدرش به شاهی ایبری رسید. بالین‌دخت در سال ۴۵۵ میلادی در هنگام زایمان درگذشت.